# Pride (Zeitschrift)
Pride – Das lesbisch/schwule Österreichmagazin (Eigenschreibweise: PRIDE) erscheint als Zeitschrift der HOSI Linz seit 1991 regelmäßig alle zwei Monate. Von einer reinen Mitgliederinformationsschrift in einer Auflage von 100 Stück hat sich die Zeitschrift zu einem Magazin mit einer Auflage von 7000 Stück im Jahr 2014 entwickelt. 2000 wurde Pride mit der Zeitschrift der RosaLila PantherInnen Graz, der RosaLila Buschtrommel, fusioniert und erschien bis 2020 als Joint Venture der beiden Vereine im eigens dafür gegründeten Verein zur Förderung der Information über Schwule, Lesben und TransGender-Personen. Zwischen 2008 und 2014 nahm auch der Verein Homosexuelle Initiative Tirol (HOSI) an diesem gemeinsamen Projekt teil. Die HOSI Linz ist 2020 aus diesem Joint Venture Verein ausgetreten.
Seit 2021 erscheint das Nachfolgeprojekt unter dem neuen Namen "Das Querformat" sechs Mal jährlich in Graz und Wien. Das Magazin ist das zweitgrößte nichtkommerzielle Printmedium für LGBTI-Personen in Österreich. Alle Artikel bzw. die Ausgaben selbst sind im Online-Archiv des Projektes abrufbar.
Unter der Namensmarke "PRIDE" erscheint mit geringerer Auflagenzahl nun wieder die Mitgliederzeitschrift der HOSI Linz. Die Zeitschrift umfasst neben politischen Artikeln vor allem Berichte von Community-Events und einen umfassenden Kulturteil. Auch Lebensberatung und Gesundheit (insbesondere HIV und AIDS) sind Teil der Berichterstattung.